# Roelof van Echten
Roelof van Echten (15 juli 1592 – 20 november 1643) was een Drents edelman. Hij was heer van Echten en Echtens Hoogeveen, kapitein, ette van het Dieverderdingspel, gedeputeerde en ten slotte drost van Drenthe. Van Echten was als waarnemer aanwezig bij de Synode van Dordrecht.

## Leven en werk
Van Echten verkreeg in 1607 de havezate Huis te Echten. Hij werd in 1615 lid van de Staten van Drenthe en een jaar later gedeputeerde van Drenthe. Van 1615 tot 1627 was hij ette van het Dieverderdingspel. Hij was een van de oprichters van de Algemeene Compagnie van 5000 Morgen, die de ontginning van het hoogveengebied in het zuiden van Drenthe ter hand nam. Voor de afvoer van turf werd de Hoogeveense Vaart aangelegd. Van Echten verkreeg de heerlijke rechten van zijn woongebied en werd heer van Echten. Als vertegenwoordiger van de Landschap Drenthe onderhield hij het contact met zowel de Staten-Generaal van de Republiek der Zeven Verenigde Nederlanden als met de stadhouder. De Landschap Drenthe had geen stemrecht in de Staten-Generaal. In 1639 werd hij benoemd tot drost van Drenthe. Hij vervulde deze functie tot zijn overlijden in november 1643. Zijn gelijknamige kleinzoon Roelof was van 1701 tot 1735 eveneens drost van Drenthe.
Van Echten trouwde op 16 januari 1614 te Zwolle met de dochter van de drost van Salland, Anna Bentinck. Hij overleed op 20 november 1643 op 51-jarige leeftijd in het Huis te Echten.